# Ayo Edebiri
Ayo Edebiri ( /ˈaɪoʊ_əˈdɛbəri/ EYE -yo ə- DE -Bi-ri; Boston, Massachusetts, 3 de octubre de 1995) es una comediante, escritora, productora y actriz estadounidense. Apareció en Up Next de Comedy Central y es coanfitriona del podcast Iconography con Olivia Craighead. Edebiri es conocida por interpretar a Missy en Big Mouth (2020-presente) y por interpretar a Sídney en The Bear (2022-presente).

## Primeros años y educación
Edebiri nació en Boston y se crio en un hogar religioso pentecostal. Su madre emigró de Barbados y su padre emigró de Nigeria.  Primero se interesó en la comedia a través de la clase de teatro de octavo grado, después de lo cual se unió al club de improvisación en Boston Latin School.
Edebiri asistió a la Universidad de Nueva York, donde recibió su licenciatura en enseñanza. Como estudiante de tercer año en la universidad, comenzó a prepararse para seguir una carrera en la comedia e hizo una pasantía en Upright Citizens Brigade.
Edebiri ha llamado a votar a Socialistas Democráticos de América. Se identifica como persona queer.

## Carrera

### Cine y televisión
Edebiri es una comediante de stand-up y realizó un set de stand-up en Up Next de Comedy Central. Su serie digital Ayo and Rachel Are Single comenzó a transmitirse en la red en mayo de 2020, la cual coescribió y coprotagonizó con su amiga y colega comediante Rachel Sennott.
Es escritora de televisión y escribió para las únicas temporadas de The Rundown with Robin Thede y Sunnyside de NBC. Edebiri se unió al equipo de redacción de Big Mouth para la cuarta temporada del programa. Después de que Jenny Slate dejó de dar voz al personaje de Missy para que el papel pudiera ser interpretado por una actriz negra, Edebiri hizo una audición y fue seleccionada como reemplazo en agosto de 2020. Su actuación de voz como el personaje comenzó al final de la cuarta temporada del programa. Edebiri fue escritora y actriz en la segunda temporada de Dickinson en Apple TV+. Actuó en un papel secundario en la adaptación cinematográfica del 2022 de la novela Hola, adiós y todo lo que pasó de Jennifer E. Smith.
En 2022, Edebiri ganó una mayor prominencia como miembro principal del elenco de la serie de comedia The Bear de FX en Hulu. Recibió un Premio Independent Spirit y nominaciones a los Premios Gotham y los Premios de la Crítica Cinematográfica por su interpretación de Sydney Adamu, una joven y ambiciosa chef.
Sus más recientes proyectos incluyen coproducir y escribir para Mulligan, una serie animada para Netflix, el 26 de enero de 2023, se unió al Universo Cinematográfico de Marvel en la película Thunderbolts de 2024 en un papel no revelado e interpretando a Ham, el papel principal en el especial interactivo We Lost Our Human, también para Netflix. Fue elegida para protagonizar la película Teenage Mutant Nina Turtles: Mutant Mayhem que se anunció que se estrenaría el 2 de agosto en los EE. UU..

### Otro trabajo
Edebiri es coanfitriona de un podcast llamado Iconography con Olivia Craighead que presenta entrevistas con invitados en conversaciones sobre sus íconos personales compartidos. El podcast es producido por Forever Dog y la segunda temporada se lanzó en 2020.
Ha hecho campaña para los Socialistas Democráticos de América.

## Filmografía

### Cine
| Año  | Título                                      | Papel        | Notas                        |
| ---- | ------------------------------------------- | ------------ | ---------------------------- |
| 2017 | Omniloop                                    | Paula        |                              |
| 2020 | Shithouse                                   | Emily        | Sin acreditar                |
| 2020 | Cicada                                      | Nikki        |                              |
| 2021 | How It Ends                                 | Stand Up     |                              |
| 2021 | As of Yet                                   | Khadijah     |                              |
| 2022 | Hola, adiós y todo lo que pasó              | Stella       |                              |
| 2023 | Theater Camp                                | Janet        |                              |
| 2023 | Bottoms                                     | Josie        |                              |
| 2023 | The Sweet East                              | Molly        |                              |
| 2023 | Spider-Man: Across the Spider-Verse         | Glory Grant  | Voz                          |
| 2023 | Teenage Mutant Ninja Turtles: Mutant Mayhem | April O'Neil | Voz                          |
| 2024 | Inside Out 2                                | Envidia      | Voz                          |
| 2025 | Opus                                        | Ariel Ecton  | También productora ejecutiva |
| 2025 | After the Hunt                              | Maggie Price | Posproducción                |

### Televisión
| Año           | Título                                    | Papel                                 | Notas                                   |
| ------------- | ----------------------------------------- | ------------------------------------- | --------------------------------------- |
| 2014          | Defectives                                | Stacey                                | Episodio: "Public Display of Affection" |
| 2020–presente | Bigtop Burger                             | Frances (voz)                         | Recurrente                              |
| 2020–presente | Big Mouth                                 | Missy Foreman-Greenwald (voz)         | Protagonista; también guionista         |
| 2021          | Dickinson                                 | Hattie                                | 6 episodios; también guionista          |
| 2021          | The Premise                               | Eve Stone                             | Episodio: "Social Justice Sex Tape"     |
| 2022–presente | The Bear                                  | Sydney Adamu                          | Protagonista                            |
| 2022          | What We Do In the Shadows                 |                                       | Guionista                               |
| 2023          | Abbott Elementary                         | Ayesha Teagues                        | Recurrente                              |
| 2023          | History of the World, Part II             | Japheth's Wife                        | Episodio: "III"                         |
| 2023          | Mulligan                                  | General Scarpaccio/Jayson Moody (voz) | Recurrente                              |
| 2023          | Kiff                                      | Professor Totsy (voz)                 | Episodio: "Kiff's Mix"                  |
| 2023          | Black Mirror                              | Sandy                                 | Episodio: "Joan is awfull"              |
| 2023–2024     | Secundaria de clones                      | Harriet Tubman (voz)                  | Recurrente                              |
| 2024          | Saturday Night Live                       | Ella misma (presentadora)             | Episodio: "Ayo Edebiri/Jennifer Lopez"  |
| 2024–presente | Tales of the Teenage Mutant Ninja Turtles | April O'Neil (voz)                    | Protagonista                            |